# Simeïz
Simeïz (en ukrainien : Сімеїз, en russe : Симеиз ; en tatar de Crimée : Simeiz) est une commune urbaine et une station balnéaire de république autonome de Crimée, en Ukraine, occupée par la Russie depuis 2014, intégrée à la municipalité de Yalta. Sa population s'élevait à 3 901 habitants en 2013.

## Géographie
Simeïz est située au bord de la mer Noire, dans le sud-ouest de la péninsule de Crimée. Elle est dominée par le mont Kochka des monts de Crimée, où se trouve l'observatoire de Simeïz, dont l'origine remonte au début du XXe siècle. à 18 km de Yalta.

## Histoire
La famille Youssoupoff possédait une somptueuse villa à Simeïz avant la révolution russe de 1917. Simeïz a le statut de commune urbaine depuis 1929. Elle est administrativement rattachée à la ville de Yalta.

## Population
En 1926, la population de Simeïz comprenait 431 Tatars de Crimée, 119 Russes, 31 Grecs, 25 Ukrainiens.
Recensements (*) ou estimations de la population :
| 1923* | 1926* | 1959* | 1970* | 1979* |
| ----- | ----- | ----- | ----- | ----- |
| 959   | 591   | 4 627 | 5 467 | 4 897 |

| 1989* | 2001* | 2011  | 2012  | 2013  |
| ----- | ----- | ----- | ----- | ----- |
| 4 577 | 3 501 | 3 950 | 3 914 | 3 901 |

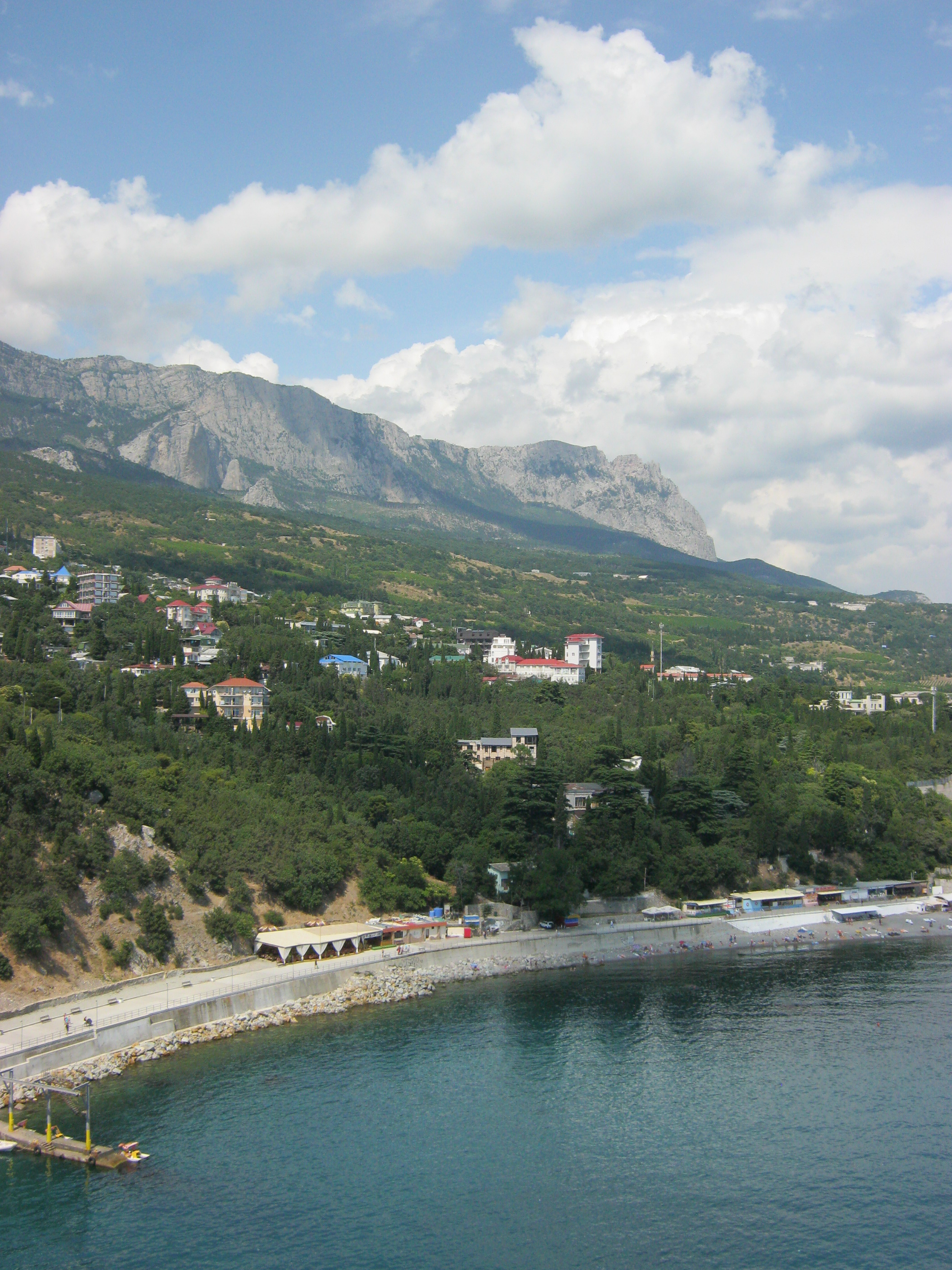
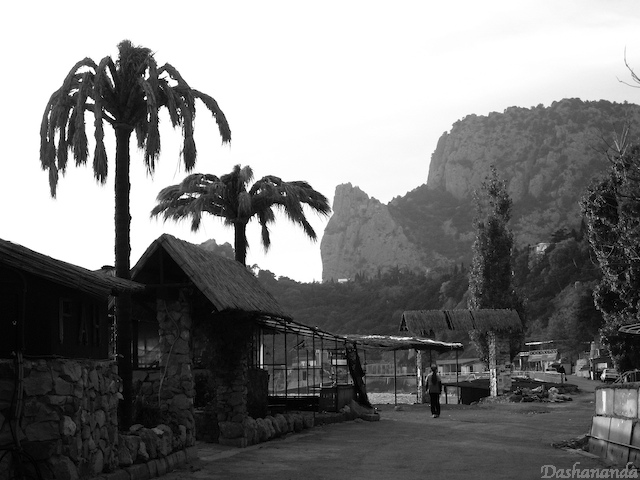
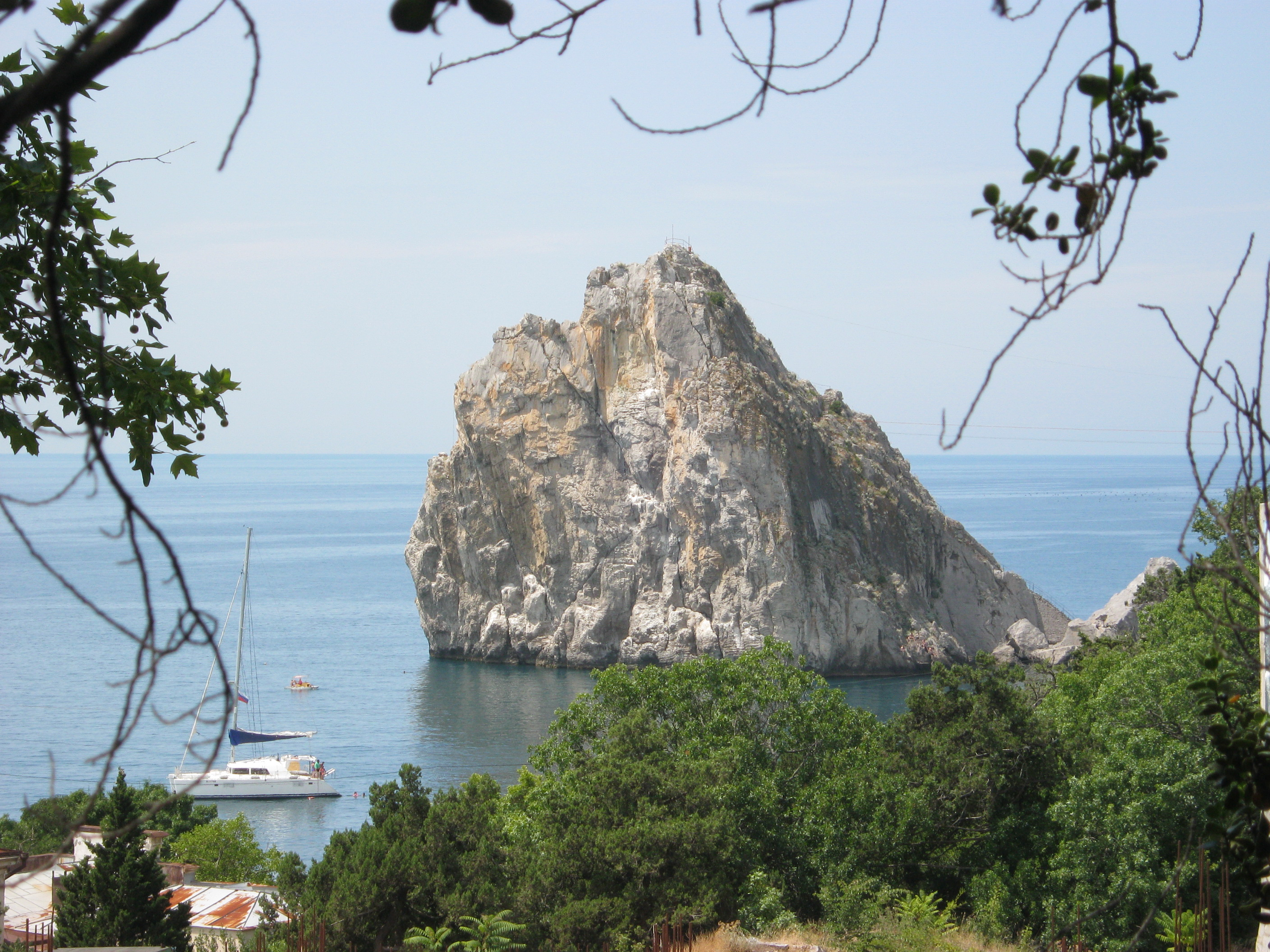
Diva
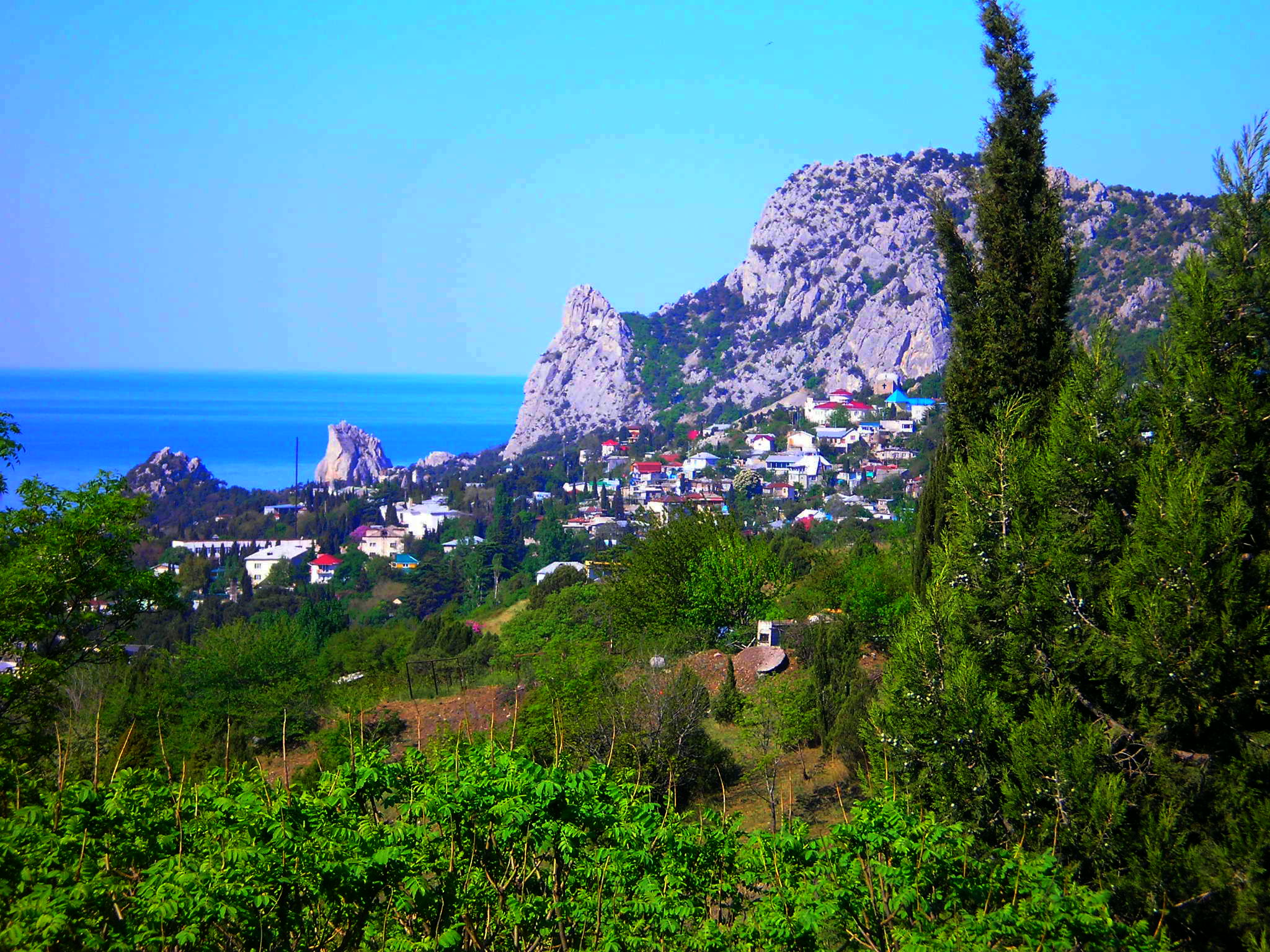